# إدوارد وايت
إدوارد وايت (16 مارس 1844 - 3 مايو 1922)  (بالإنجليزية: Edward White) هو لاعب كريكت بريطاني.

## وصلات خارجية
- إدوارد وايت على موقع إي آس بي آن كريك إنفو (الإنجليزية)